# Kent County (Rhode Island)
Kent County je okres ve státě Rhode Island v USA. K roku 2015 zde žilo 164 801 obyvatel. Správním městem okresu je East Greenwich, největším městem je Warwick. Celková rozloha okresu činí 487 km². Jméno okres získal podle hrabství Kent v jihovýchodní Anglii.

## Historie
Kent County vzniklo 11. července 1750 oddělením jižní třetiny Providence County.

## Sousední okresy
| Růžice kompasu |                                 | Providence County          |                | Růžice kompasu |
| Růžice kompasu | Windham County (Connecticut)    | Sever                      | Bristol County | Růžice kompasu |
| Růžice kompasu | Windham County (Connecticut)    | Kent County (Rhode Island) | Bristol County | Růžice kompasu |
| Růžice kompasu | Windham County (Connecticut)    | Jih                        | Bristol County | Růžice kompasu |
| Růžice kompasu | New London County (Connecticut) | Washington County          | Newport County | Růžice kompasu |